# Saint-Ciers-du-Taillon
Saint-Ciers-du-Taillon is een gemeente in het Franse departement Charente-Maritime (regio Nouvelle-Aquitaine) en telt 508 inwoners (2005). De plaats maakt deel uit van het arrondissement Jonzac.

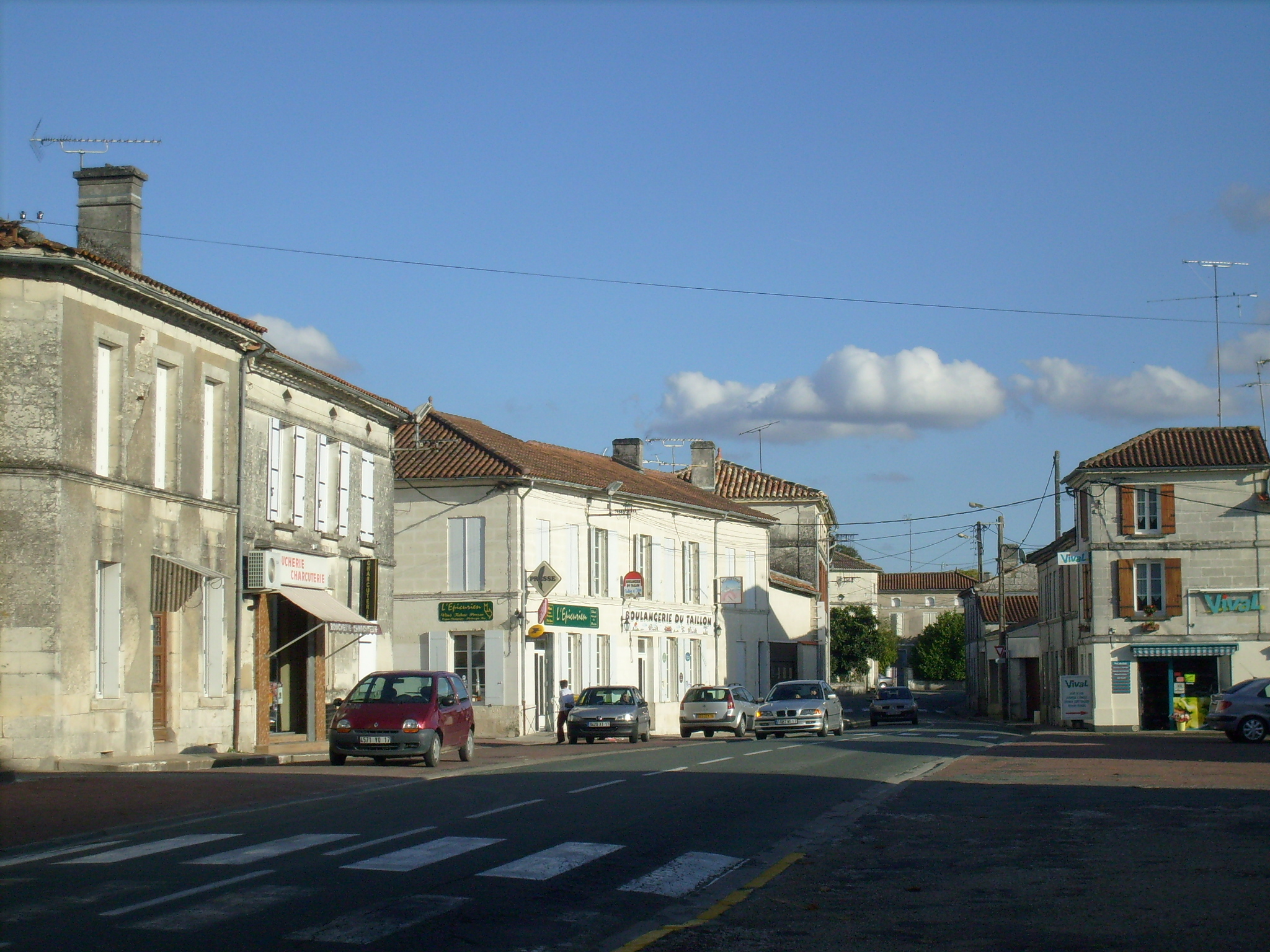
Hoofdstraat van Saint-Ciers-du-Taillon
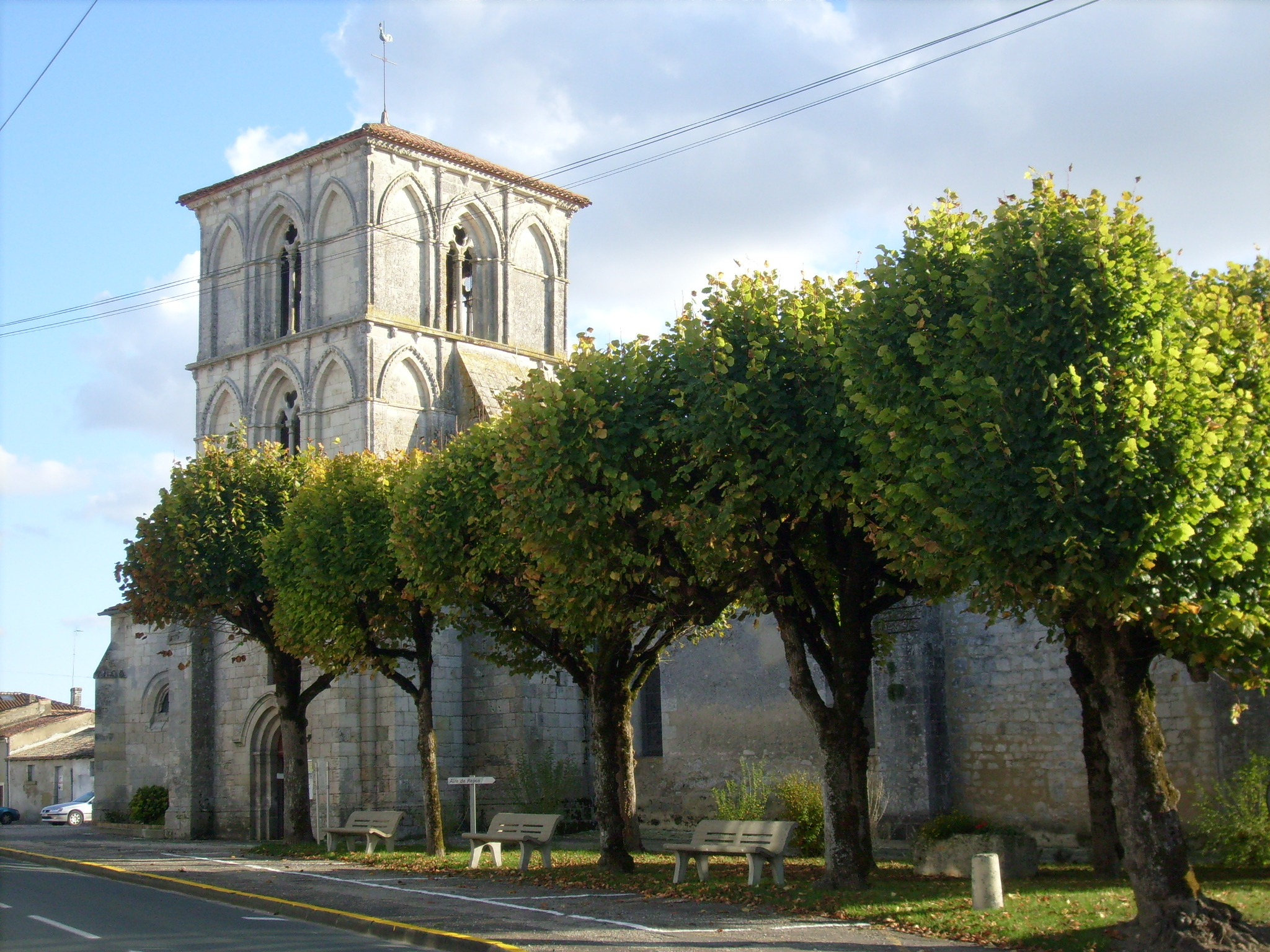
Kerk van Saint-Ciers-du-Taillon

## Geografie
De oppervlakte van Saint-Ciers-du-Taillon bedraagt 21,9 km², de bevolkingsdichtheid is 23,2 inwoners per km².
De onderstaande kaart toont de ligging van Saint-Ciers-du-Taillon met de belangrijkste infrastructuur en aangrenzende gemeenten.

## Demografie
Onderstaande figuur toont het verloop van het inwonertal (bron: INSEE-tellingen).